# Autostrada Olimpijka
L'autostrada Olimpijka era il nome in gergo della progettata autostrada da Berlino a Mosca degli anni '70. Il motivo principale di questa costruzione era l'avvento delle Olimpiadi di Mosca del 1980, ma per allora era stato costruito solo un piccolo pezzo nell'ovest della Polonia (cioè l'odierno tratto aperto dell'autostrada A2) e vari ponti e viadotti nel resto del tratto.
La costruzione di questa autostrada era divisa in due parti: la prima era da Września a Konin, mentre la seconda era da Nieborów a Varsavia. Soltanto nel 1985 venne aperto al traffico il tratto da Września a Sługocin (lungo 34 km) che, nel 1989, venne ampliato fino a Konin. Della seconda parte vennero costruiti soltanto dei viadotti, dei ponti o delle vie nelle foreste che erano già pronte per ospitare l'autostrada, alcune delle quali dov'era già stato versato l'asfalto e dove oggi rimangono dei residui.
Uno dei punti più interessanti sono le colonne che avrebbero dovuto fare da sostegno a una linea ferroviaria ad alta velocità, anch'essa inesistente. Un'altra cosa curiosa è il brevissimo tratto da Bolimów a Wiskitki che è segnalata dalla cartine stradali come un'eterna autostrada in costruzione e da altre come vera autostrada aperta al traffico, ma veramente è una strada utilizzata dagli abitanti locali e il progetto dell'autostrada A2 ha utilizzato questo tratto per arrivare fino a Varsavia.

## Galleria d'immagini

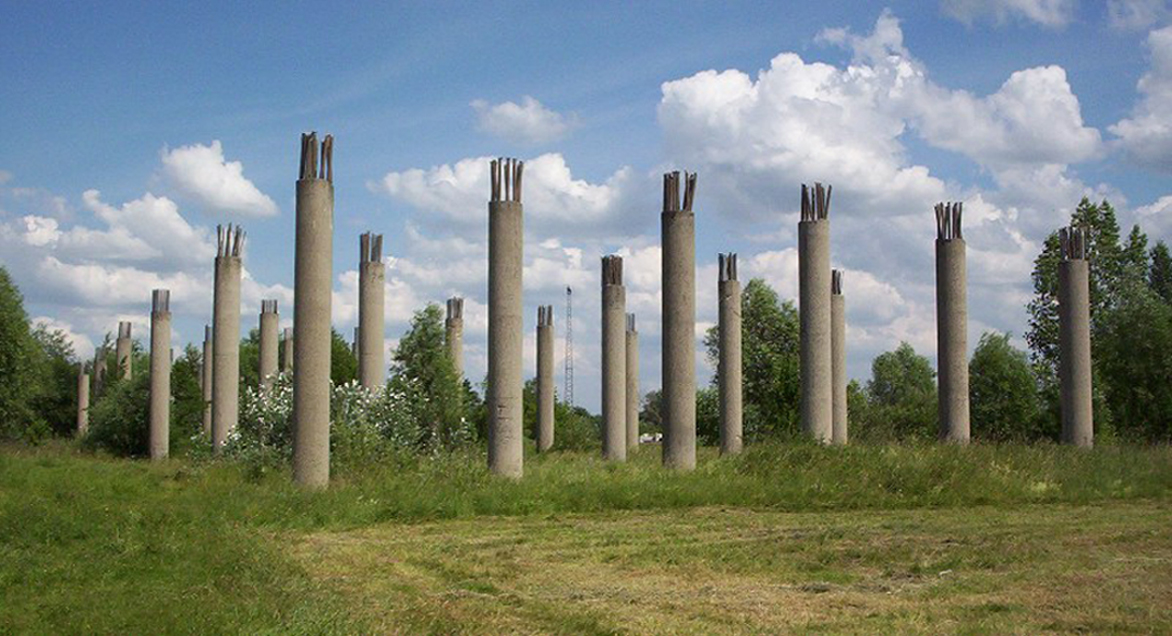
Costruzione di un ponte nei pressi di Baranów
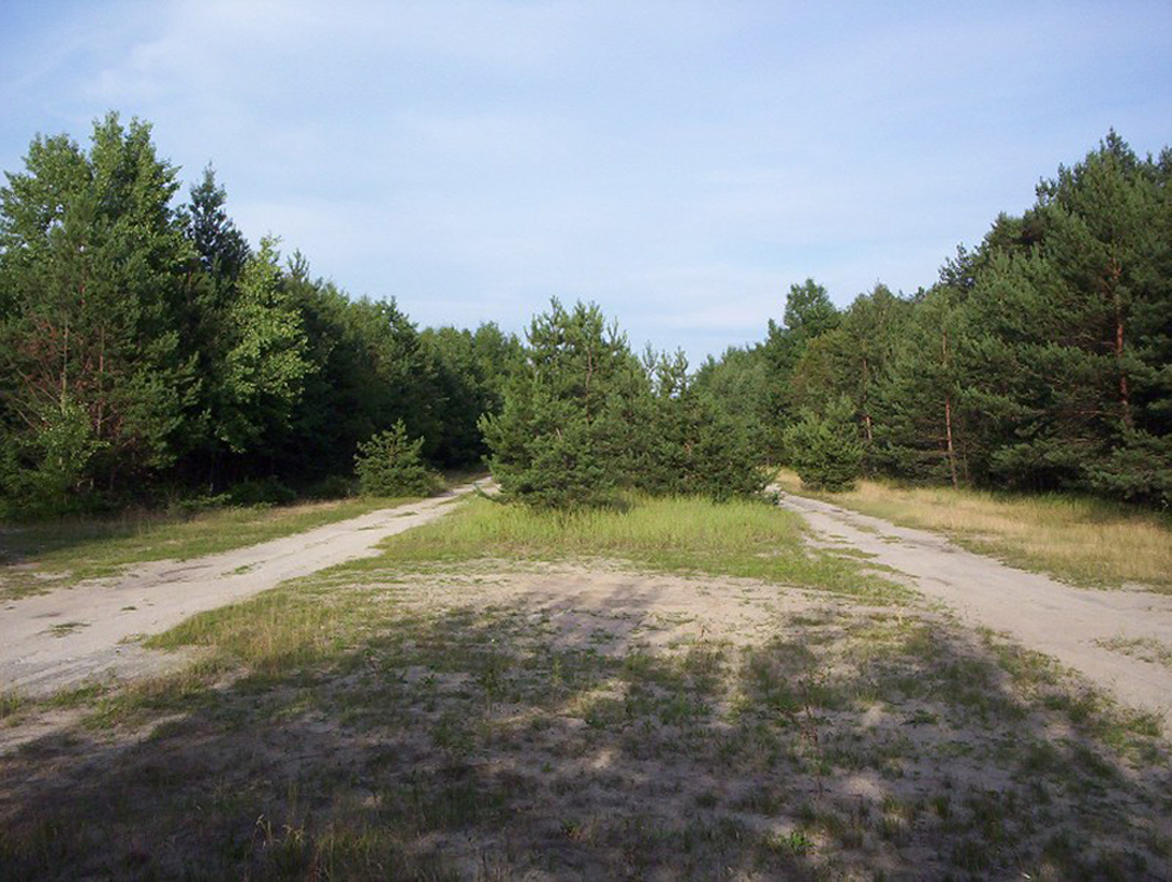
Le due carreggiate progettate nei pressi della foresta di Bolimów
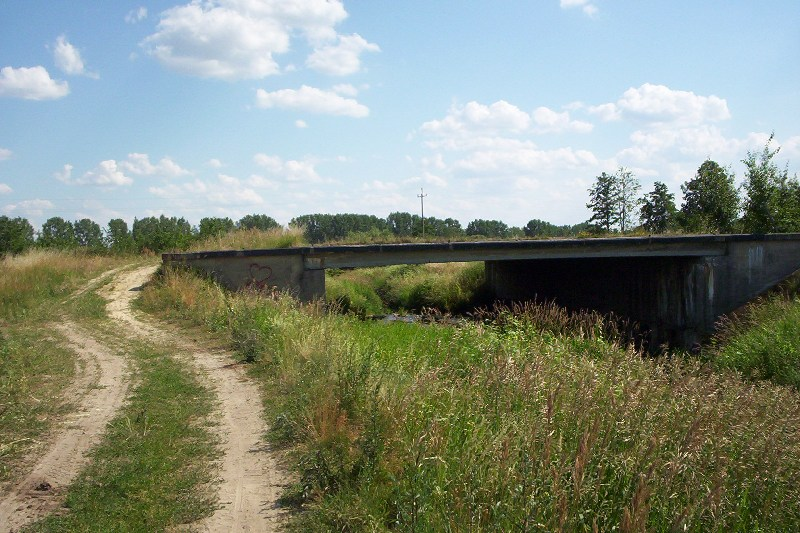
Un ponte fantasma nei pressi di Wiskitki
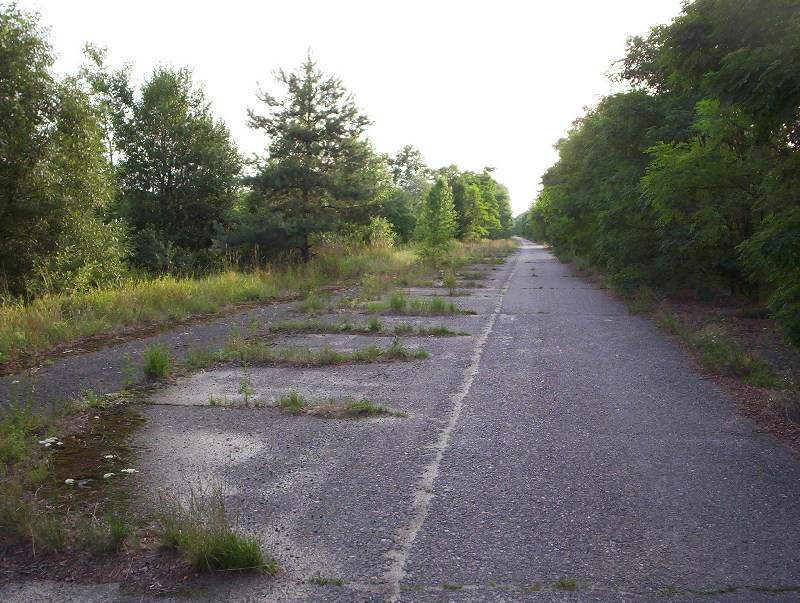
L'autostrada coperta di vegetazione
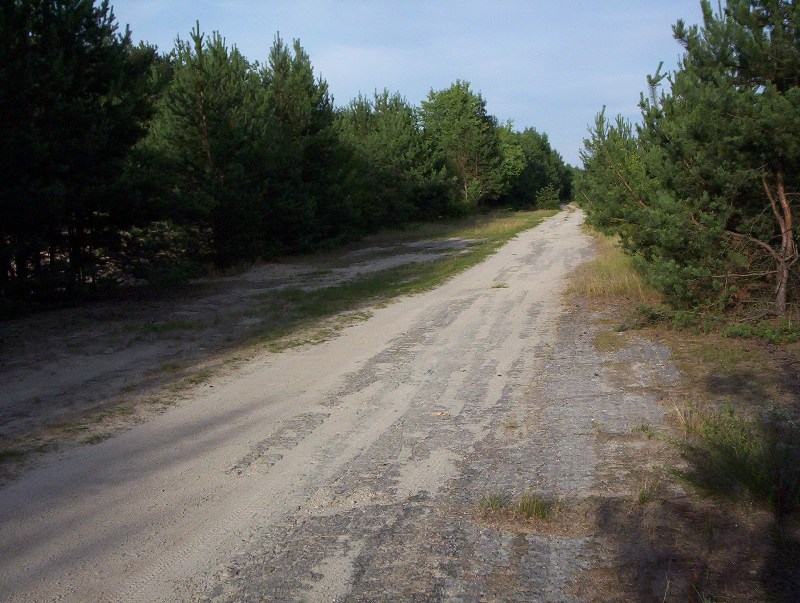
Ciò che rimane dell'asfalto
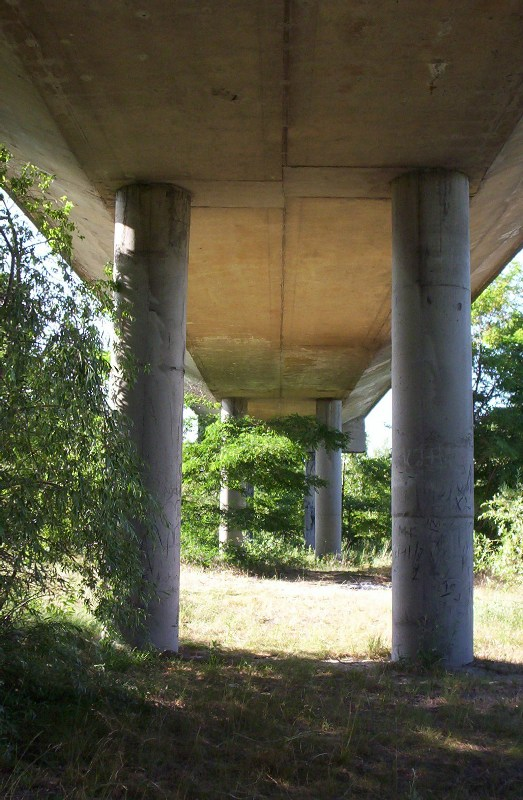
Viadotto fantasma nei pressi di Hipolitów